# Cansumys canus
Cansumys canus é uma espécie de roedor da família Cricetidae. É a única espécie do género Cansumys.
Apenas pode ser encontrada na China.